# Јарболи
Јарболи су српска музичка група из Београда.

## Историја
Група је настала 1991. године и сама себе жанровски означава као источноевропски рокенрол, а слушаоци је сврставају пре свега у широку област инди попа. Првобитну поставу групе чинили су Даниел Ковач (гитара, вокал), Борис Младеновић (гитара, вокал), Жолт Ковач (бас-гитара) и Немања Аћимовић (бубњеви). Пијанисткиња Соња Лончар групи се прикључила десетак година касније, у време док је Даниел одслуживао војни рок.
Након осмогодишње паузе у раду, група се у пролеће 2024. године поново активирала. Прва два повратничка концерта одржала је у крајем марта 2024. у Дорћол плацу, у оквиру Контакт конференције. У јуну исте године наступила је на још два фестивала: Београдском фестивалу пива и Арсенал фесту.

## Чланови

### Садашњи
- Борис Младеновић [а] — гитара, вокал
- Даниел Ковач — гитара, вокал
- Жолт Ковач — бас-гитара
- Немања Аћимовић [б] — бубањ

### Бивши
- Соња Лончар [в] — клавијатуре

## Дискографија

### Студијски албуми
- Чизманога (1996) [г]
- Добродошли (1999)
- Сувишна слобода (2001)
- Буђање пролећа (2006)
- Забава (2011)
- Пробај голог мушкарца (2024)

### Мини-албуми
- Само понекад (2000)
- Условна слобода (2003)

### Албуми уживо
- Један човек, једна резолуција (2005) [д]
- Подршка је важна (2014)

### Учешћа на компилацијама
- (1995) — песма Индустрија
- Ово је земља за нас...?!? (Радио Boom93, 1992—1997) (1997) — песма Да ли у ствари она није била опрезна?
- Корак напред, 2 корака назад (1999) — песма Ђаволи
- Леопардов реп (2000) — песма 08.02.1998.
- Као да је било некад... (посвећено Милану Младеновићу) (2002) — песма Идемо
- (2011) — песма Подршка је важна
- Јутро ће променити све — Музика из серије (2018) — песма Заблуда